# Harutaka Ōno
Harutaka Ōno (大野 敏隆?, Ōno Harutaka; Saitama, 12 maggio 1978) è un ex calciatore giapponese, di ruolo centrocampista.

## Carriera

### Club
Ha militato fino al 2003 nelle file del Kashiwa Reysol, totalizzando 125 presenze e 18 reti in campionato. Il 12 giugno 2003 si è trasferito in prestito al Kyoto Purple Sanga. Rientrato dal prestito al termine della stagione, il 16 gennaio 2004 si è trasferito in prestito annuale al Nagoya Grampus. Il 1º settembre 2004 è rientrato al Kashiwa Reysol, club in cui ha militato fino al termine della stagione 2005. Nel 2006 si è trasferito al Tokyo Verdy, club in cui ha militato per tre stagioni e con cui ha concluso la propria carriera nel 2008. 

### Nazionale
Ha partecipato, con la Nazionale Under-20 giapponese, ai Mondiali 1997. Ha debuttato nella competizione il 18 giugno 1997, in Giappone-Spagna (1-2). Il successivo 20 giugno, in Giappone-Costa Rica (6-2) ha messo a segno una doppietta, siglando la rete del momentaneo 1-0 al minuto 3 del primo tempo e quella del momentaneo 3-0 al minuto 22 del primo tempo. Ha totalizzato, con l'Under-20 nipponica, 5 presenze e due reti.

## Statistiche

### Presenze e reti nei club
| Stagione              | Squadra               | Campionato            | Campionato | Campionato | Coppe nazionali | Coppe nazionali | Coppe nazionali | Coppe continentali | Coppe continentali | Coppe continentali | Altre coppe | Altre coppe | Altre coppe | Totale | Totale | Totale |
| Stagione              | Squadra               | Comp                  | Pres       | Reti       | Comp            | Pres            | Reti            | Comp               | Pres               | Reti               | Comp        | Pres        | Reti        | Pres   | Reti   |        |
| --------------------- | --------------------- | --------------------- | ---------- | ---------- | --------------- | --------------- | --------------- | ------------------ | ------------------ | ------------------ | ----------- | ----------- | ----------- | ------ | ------ | ------ |
| 1997                  | Kashiwa Reysol        | J1                    | 7          | 0          | JLC+CI          | 0+0             | 0+0             | -                  | -                  | -                  | -           | -           | -           | 7      | 0      |        |
| 1998                  | Kashiwa Reysol        | J1                    | 28         | 2          | JLC+CI          | 2+0             | 0+0             | -                  | -                  | -                  | -           | -           | -           | 30     | 2      |        |
| 1999                  | Kashiwa Reysol        | JLD1                  | 12         | 1          | JLC+CI          | 8+3             | 1+1             | -                  | -                  | -                  | -           | -           | -           | 23     | 3      |        |
| 2000                  | Kashiwa Reysol        | JLD1                  | 27         | 4          | JLC+CI          | 2+2             | 1+0             | -                  | -                  | -                  | -           | -           | -           | 31     | 5      |        |
| 2001                  | Kashiwa Reysol        | JLD1                  | 26         | 9          | JLC+CI          | 3+1             | 0+1             | -                  | -                  | -                  | -           | -           | -           | 30     | 10     |        |
| 2002                  | Kashiwa Reysol        | JLD1                  | 22         | 2          | JLC+CI          | 6+0             | 2+0             | -                  | -                  | -                  | -           | -           | -           | 28     | 4      |        |
| gen.-giu. 2003        | Kashiwa Reysol        | JLD1                  | 3          | 0          | JLC+CI          | 1+0             | 0+0             | -                  | -                  | -                  | -           | -           | -           | 4      | 0      |        |
| Totale Kashiwa Reysol | Totale Kashiwa Reysol | Totale Kashiwa Reysol | 125        | 18         |                 | 28              | 6               |                    | -                  | -                  |             | -           | -           | 153    | 24     |        |
| lug.-dic. 2003        | Kyoto Purple Sanga    | JLD1                  | 12         | 0          | JLC+CI          | 1+1             | 0+0             | -                  | -                  | -                  | -           | -           | -           | 14     | 0      |        |
| gen.-ago. 2004        | Nagoya Grampus        | JLD1                  | 10         | 0          | JLC+CI          | 4+0             | 0+0             | -                  | -                  | -                  | -           | -           | -           | 14     | 0      |        |
| set..-dic. 2004       | Kashiwa Reysol        | JLD1                  | 12         | 0          | JLC+CI          | 0+0             | 0+0             | -                  | -                  | -                  | -           | -           | -           | 12     | 0      |        |
| 2005                  | Kashiwa Reysol        | JLD1                  | 18+2       | 1+0        | JLC+CI          | 5+2             | 1+0             | -                  | -                  | -                  | -           | -           | -           | 27     | 2      |        |
| Totale Kashiwa Reysol | Totale Kashiwa Reysol | Totale Kashiwa Reysol | 32         | 1          |                 | 7               | 1               |                    | -                  | -                  |             | -           | -           | 39     | 2      |        |
| 2006                  | Tokyo Verdy           | JLD2                  | 21         | 3          | CI              | 0               | 0               | AFCCL              | 2                  | 0                  | -           | -           | -           | 23     | 3      |        |
| 2007                  | Tokyo Verdy           | JLD2                  | 34         | 3          | CI              | 0               | 0               | -                  | -                  | -                  | -           | -           | -           | 34     | 3      |        |
| 2008                  | Tokyo Verdy           | JLD1                  | 15         | 0          | JLC+CI          | 4+0             | 0+0             | -                  | -                  | -                  | -           | -           | -           | 19     | 0      |        |
| Totale Tokyo Verdy    | Totale Tokyo Verdy    | Totale Tokyo Verdy    | 70         | 6          |                 | 4               | 0               |                    | 2                  | 0                  |             | -           | -           | 76     | 6      |        |
| Totale carriera       | Totale carriera       | Totale carriera       | 249        | 25         |                 | 45              | 7               |                    | 2                  | 0                  |             | -           | -           | 296    | 32     |        |

## Palmarès

### Club

#### Competizioni nazionali
- Coppa Yamazaki Nabisco: 1

Kashiwa Reysol: 1999